# Sauerstoffaktivitätsmessung
Die Sauerstoffaktivitätsmessung dient in der Metallgewinnung zur Abschätzung der aktuell vorhandenen Sauerstoffkonzentration in Metallschmelzen. In den verschiedenen Prozessen während der Stahlherstellung bzw. der metallurgischen Behandlung werden unterschiedliche Konzentrationen an Sauerstoff benötigt. Beim Frischen wird aktiv die Sauerstoffkonzentration erhöht, unter anderem, um den Kohlenstoffgehalt in der Schmelze zu reduzieren. Dieser unberuhigter Stahl kann nicht für jede Stahlsorte verwendet werden: Der in der Schmelze verbliebene Restsauerstoff würde beim Erstarren zu deutlichen Fehlern führen.

## Einsatz
Mit der Sauerstoffaktivitätsmessung werden diese Prozesse geregelt. Mit einer Bestimmung der Sauerstoffoxidation vor der Desoxidation wird die benötigte Materialmenge ermittelt. Anschließend wird mit einer Sauerstoffaktivitätsmessung der Erfolg der Desoxidation bestätigt. Häufig wird das Desoxidationsmittel in der Schmelze nur zu geringen Konzentrationen toleriert.

## Funktionsweise
Die Sauerstoffkonzentration wird mittels einer galvanischen Zelle bestimmt. Das Stahlbad ist eine Halbzelle mit der unbekannten Sauerstoffkonzentration. Mit einem Festelektrolyt wird eine zweite Halbzelle abgegrenzt, in der eine Metall/Metalloxid-Mischung mit bekannter Sauerstoffkonzentration vorliegt. Über die sich ausbildende Spannung wird mittels der Nernst-Gleichung die Sauerstoffkonzentration bestimmt.

## Aufbau
Die Messung erfolgt mit einer Sauerstoffsonde, die zum einmaligen Gebrauch vorgesehen ist. Der Sensor besteht aus der EMK-Messzelle und einem Thermoelement (Typ K oder S). Die elektrischen Signale werden über eine Tauchlanze herausgeführt. Zum thermischen Schutz der Tauchlanze ist der Sensor auf einer Papphülse befestigt.
Um den Sensorkopf beim Durchgang durch die Schlackezone zu schützen, wird dieser mit einer dünnen Stahlkappe versehen, welche beim Eintauchen in das Stahlbad schnell schmilzt.

## Einschränkungen
Die sich im galvanischen Element ausbildende Spannung hängt auch stark von den weiteren Legierungselementen in der Stahlschmelze ab. Hierfür werden für die vorgesehenen Einsatzfelder entsprechende Koeffizienten für die Umrechnung verwendet. Zudem können die Legierungselemente in einem weiteren Schritt mit Korrekturfaktoren berücksichtigt werden.
Der sich mit dieser Methode ergebenen Sauerstoffaktivität korreliert mit der Sauerstoffkonzentration in der Schmelze. Allerdings findet keine exakte Bestimmung der Sauerstoffkonzentration statt. Für unterschiedliche Legierung ergibt die Messung bei gleicher Sauerstoffaktivität unterschiedliche EMK-Werte.